# Caaporã (kommun)
Caaporã är en kommun i Brasilien.   Den ligger i delstaten Paraíba, i den östra delen av landet, 1 700 km nordost om huvudstaden Brasília. Antalet invånare är 20 363.
Följande samhällen finns i Caaporã:
- Caaporã

Omgivningarna runt Caaporã är en mosaik av jordbruksmark och naturlig växtlighet. Runt Caaporã är det ganska tätbefolkat, med 108 invånare per kvadratkilometer.